# Ailano
Ailano là một đô thị ở tỉnh Caserta trong vùng Campania của Ý, có vị trí cách khoảng 60 km về phía bắc của Napoli và khoảng 35 km về phía tây bắc của Caserta. Tại thời điểm ngày 31 tháng 12 năm 2004, đô thị này có dân số 1.443 người và diện tích là 15,5 km².
Ailano giáp các đô thị: Prata Sannita, Pratella, Raviscanina, Vairano Patenora.